# 弗羅拉霍姆 (佛羅里達州)
弗羅拉霍姆（英語：Florahome）是位於美國佛羅里達州普特南縣的一個非建制地區。該地的面積和人口皆未知。

## 地理
弗羅拉霍姆的座標為29°43′57″N 81°53′01″W / 29.73250°N 81.88361°W，而該地的平均海拔高度為38米（即125英尺）。